# Christian Valentinusen
Christian Valentinusen (* 1903 in Løkken; † 1984 in Kopenhagen) war dänischer Maler.

## Leben und Arbeit
Als lokal bekannter Maler stellen Christian Valentinusens Werke häufig das Leben in und um Løkken dar.
In den späten 1930er Jahren wohnte Asger Jørgensen in der Nähe Valentinusens und sammelte in dessen Atelier Erfahrungen mit der bildenden Kunst. Christian Valentinussen porträtierte Jorn in einem Gemälde und einer Stiftzeichnung. Beide Künstler blieben eng befreundet. 1938 zog Valentinusen mit seiner Familie nach Kopenhagen.
In der Ausstellung „The Rainbow“ wurden Bilder beider Künstler präsentiert.
Ausbildung
Valentinusen begann seine Ausbildung bei dem Maler Andersen in Løkken und schloss diese bei Laurids Pedersen in Ålborg ab. Als Künstler wurde er an der Acadamie Colarossi in Paris ausgebildet und Mitglied der Künstlervereinigung „North Jutland Painters“.

## Werke

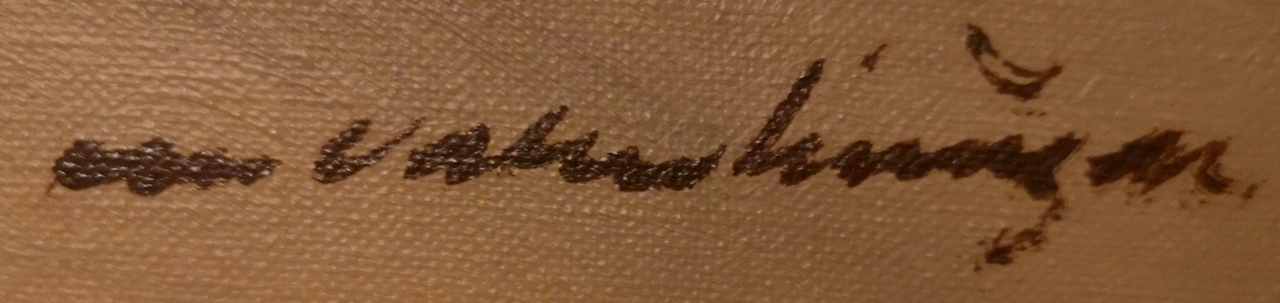
Signatur von Christian Valentinusen

Sein Werk umfasst häufig Darstellungen der Fischer von Løkken. Zudem war Valentinusen Porträtmaler, beispielsweise für Gräfin Brockenhuus, die Autoren Jacob Paludan sowie Thomas Olesen Løkken.